# ジョン・J・カヴェラーズ
ジョン・J・カヴェラーズ(John J. Kavelaars、1966年 - )は、カナダの天文学者である。木星、土星、天王星、海王星のいくつかの衛星を発見したチームの一員であった。
カヴェラーズは1966年に産まれ、ゲルフ大学とクイーンズ大学を卒業した。現在は、ビクトリア (ブリティッシュコロンビア州)のドミニオン天体物理天文台で研究を行っている。
カヴェラーズは、これまで20個程度の太陽系の衛星と100個程度の小惑星を発見している。また、外太陽系の天体の発見と追跡を目的とし、カナダ・フランス・ハワイ望遠鏡による Canada-France-Hawaii Telescope Legacy Survey(CFHTLS)の一環として行われたCanada France Ecliptic Plane Survey  (CFEPS)の責任者を務めた。
双子の弟妹がおり、妹は女優のイングリッド・カヴェラルス、弟はフェンシング選手のモニーク・カヴェラーズである。
デヴィッド・バラムが2004年3月29日に発見した小惑星は、2007年6月1日に、彼の名誉を称えて(154660) カヴェラーズと名付けられた。